# Бунюэль, Айтор
Айтор Бунюэль Редрадо (исп. Aitor Buñuel Redrado; род. 10 февраля 1998 года, Тафалья, Испания) — испанский футболист, защитник клуба «Тенерифе».

## Клубная карьера
Айтор является воспитанником «Осасуны». Начинал заниматься в её академии в восемь лет и закончил её в 2015 году. Провёл три матча за вторую команду. 5 мая 2015 года главный тренер «Осасуны» Энрике Мартин объявил о включении игрока в основную команду. 16 мая 2015 года Бунюэль дебютировал в Сегунде в поединке против «Вальядолида», выйдя на поле в стартовом составе.
В сезоне 2015/16 принял участие в 11 матчах и был в заявке на каждый поединок первенства. 19 декабря 2015 года забил свой первый гол в профессиональном футболе в ворота «Нумансии». Помог своей команде вернуться в Примеру, «Осасуна» выиграла плей-офф за решающую третью путёвку.
19 августа дебютировал в Примере в поединке против «Малаги», выйдя на замену на 49-й минуте вместо Хуана Фуэнтеса.
19 января 2018 года Бунюэля отдали в аренду резервной команде «Валенсии» на полгода. Летом 2018 года защитник покинул «Осасуну» и подписал контракт на два года с «Расингом».

## Карьера в сборной
Игрок юношеских сборных Испании (до 17, до 18, до 19, до 20 и до 21 лет). Принимал участие в отборочных встречах к чемпионату Европы 2016 года среди юношей до 19 лет, однако вместе с командой в финальный раунд не попал.